# Renault RS10
Der Renault RS10 ist ein Rennwagen, mit dem Renault im Jahr 1979 in der Formel-1-Weltmeisterschaft startete. Er war das erste Fahrzeug mit einem Turbolader, das einen Grand Prix gewinnen konnte.
Der Wagen kam in der zweiten Hälfte der Formel-1-Saison 1979 zum Einsatz. Insgesamt wurden vier technisch identische Chassis gebaut, die als RS10, RS11, RS12 und RS14 bezeichnet wurden. Für Kundenteams standen keine RS10 zur Verfügung. Alle Fahrzeuge wurden von einem Renault-Gordini-EF1-Motor angetrieben.

## Geschichte

### Hintergrund
Renaults damaliger Unternehmensleiter Bernard Hanon entschloss sich im Sommer 1975 zu einem Engagement des Herstellers in der Automobil-Weltmeisterschaft, die heute als Formel-1-Weltmeisterschaft bezeichnet wird. Es sollte eine neue Technik an den Start gebracht werden. Motoren mit Turboaufladung waren vom Formel-1-Reglement als Alternative zu Saugmotoren seit 1966 zugelassen, aber bislang von keinem Motorenhersteller verwendet worden, weswegen sich Renault zu diesem Weg entschloss. Der auf Basis eines Formel-2-Motors aufgebaute EF1 wurde ab 1977 im Renault RS01 eingesetzt und erreichte bis Ende 1978 eine gewisse Konkurrenzfähigkeit, doch war das bereits bei Einführung veraltete Fahrzeug zwischenzeitlich am Ende seiner Nutzungsdauer angelangt und bremste das Potential des Motors aus. Renault strengte daher ab Anfang 1979 die Entwicklung des RS10 an, der im Frühsommer gleichen Jahres rennbereit war.

### Renneinsätze (1979)
Der RS10 wurde beim Großen Preis von Spanien 1979 erstmals zu einem Grand Prix gemeldet. Jean-Pierre Jabouille qualifizierte sich als Neunter, lag aber nur zwei Plätze vor seinem Teamkollegen René Arnoux, der im älteren RS01 startete. Beide Fahrer blieben punktelos, gleiches galt auch für die folgenden Rennen in Belgien und Monaco. Ab letzterem Grand Prix fuhr auch Arnoux einen RS10. Die Zuverlässigkeit blieb weiterhin ein großes Problem für den Rennstall. Der große Erfolg kam beim Heim-Grand-Prix auf dem Circuit de Dijon-Prenois unverhofft, aber deutlich. Auf der sehr schnellen Strecke mit vielen langgezogenen Kurven konnte Renault sowohl den Bodeneffekt als auch den Geschwindigkeitsvorteil des Turbomotors voll ausspielen – Jabouille und Arnoux qualifizierten sich als Erster und Zweiter. Jabouille war es auch, der den Grand Prix überlegen gewann und somit den ersten Sieg für Renault, einen Turbomotor und sich selbst in der Formel 1 erzielt hatte. Arnoux lag lange auf dem zweiten Platz, duellierte sich am Rennende rundenlang eng mit Gilles Villeneuve und musste sich dem Kanadier letztendlich geschlagen geben. Obwohl danach nur noch vereinzelte Erfolge in Form von Podestplätzen gelangen und die Fahrer viele Rennen auf vielversprechenden Plätzen mit Motorschaden beenden mussten, hatte Renault einen großen Schritt in Richtung Spitzenteam vollbracht und die weitere Entwicklungsrichtung der „Königsklasse“ in Richtung Turbomotor klar vorgegeben.

## Technik

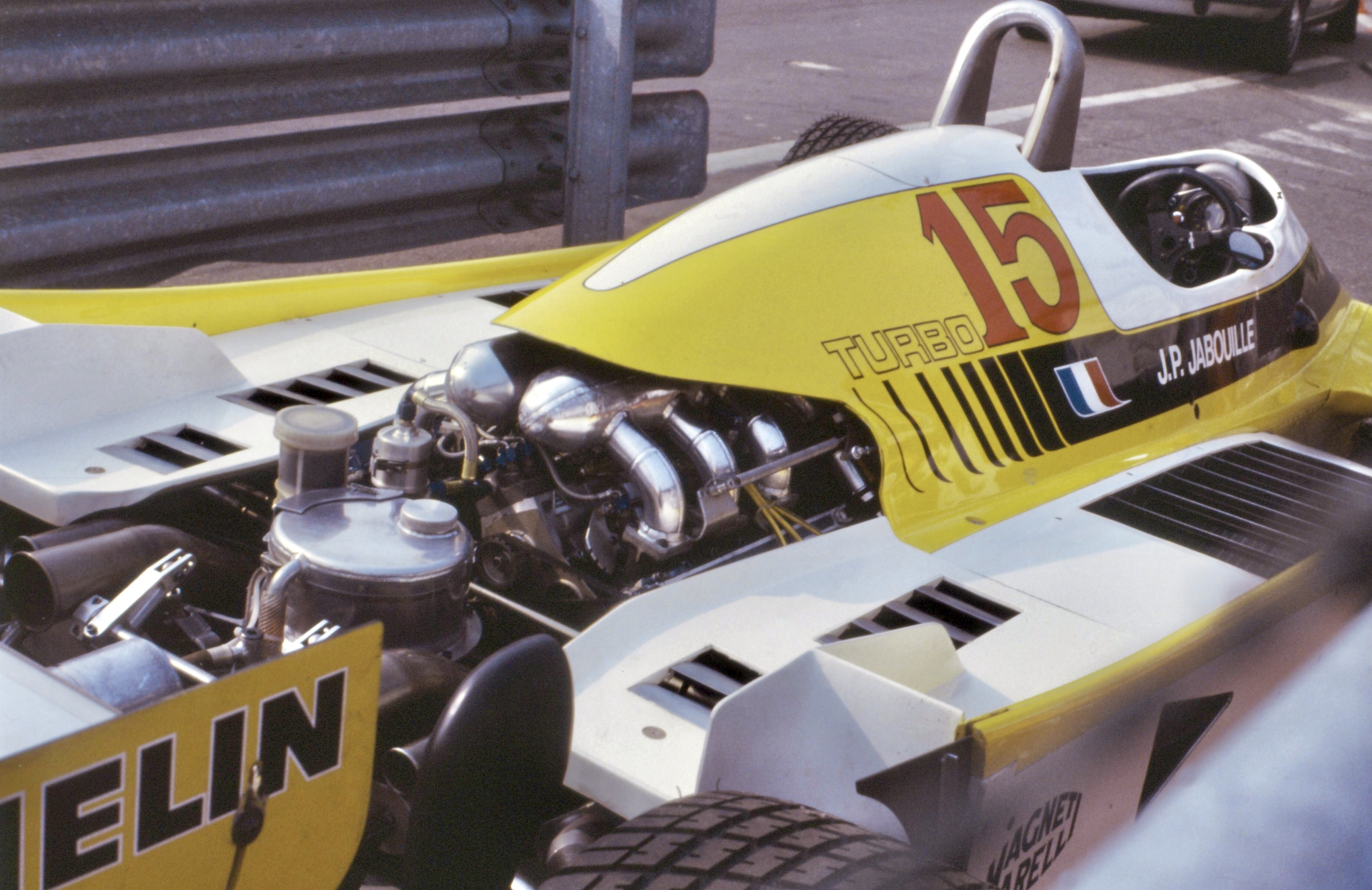
Blick auf den baugleichen EF1-Motor des Nachfolgefahrzeuges Renault RE20

Der Renault RS10 wurde mit dem Vorgänger RS01 als Grundlage entwickelt. Eine Gruppe um den technischen Direktor François Castaing, den Chefdesigner Michel Tétu und Chefaerodynamiker Marcel Hubert entwarf ein modernes Fahrzeug mit Flügelprofil in den Seitenkästen (Wing Car). Dieses Anfang 1977 mit dem Lotus 78 erstmals in der Formel 1 erschienene Konzept generierte zusätzlichen Anpressdruck und galt als zukunftsweisende Technologie. Insgesamt wurden im Renault-Werk in Viry-Châtillon bei Paris vier Fahrzeuge aufgebaut.
Für die Motorisierung kam der Renault-Gordini-EF1-Sechszylindermotor mit 1,5 Litern Hubraum, Bi-Turbolader und 90° Zylinderbankwinkel zum Einsatz, der ursprünglich von einem bei Renault entwickelten Formel-2-Motor abgeleitet wurde. Der zur neuen Saison hinzugefügte, zweite Turbolader verkürzte die als Turboloch bezeichnete Verzögerung beim Beschleunigen deutlich und verbesserte so Konkurrenzfähigkeit und Fahrverhalten. Als Hommage an Amedée Gordini, der in den 1950er Jahren ein eigenes Formel-1-Team unterhalten hatte und später die Motorsportaktivitäten Renaults verantwortete, erhielten die Triebwerke den Herstellernamen Renault-Gordini, der bis 1983 beibehalten wurde. Die Bezeichnung EF1 weist auf den Sponsor und engen Entwicklungspartner Elf Aquitaine hin. Die Motorkühlung wurde in die Seitenkästen eingebaut. Der Motor war als tragendes Teil in das Monocoque einbezogen. Die Antriebskraft wurde über ein Hewland-Getriebe an die Hinterräder übertragen. Reifenlieferant war Michelin.

## Lackierung und Sponsoring
Die RS10 erschienen dem Corporate Design Renaults entsprechend in einem hellen Gelb mit schwarzen, roten und weißen Akzenten. Hauptsponsor war Elf Aquitaine, kleinere Nebensponsoren Tissot und Magneti Marelli. Dieses Design blieb während der gesamten Zeit des ersten Renault-Werksteams von 1977 bis 1985 größtenteils unverändert.

## Galerie

Erster Grand-Prix-Sieger mit einem Turbomotor: Jean-Pierre Jabouille
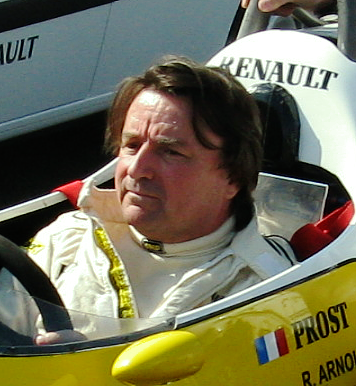
Drei Podiumsplätze in seiner Debütsaison: René Arnoux
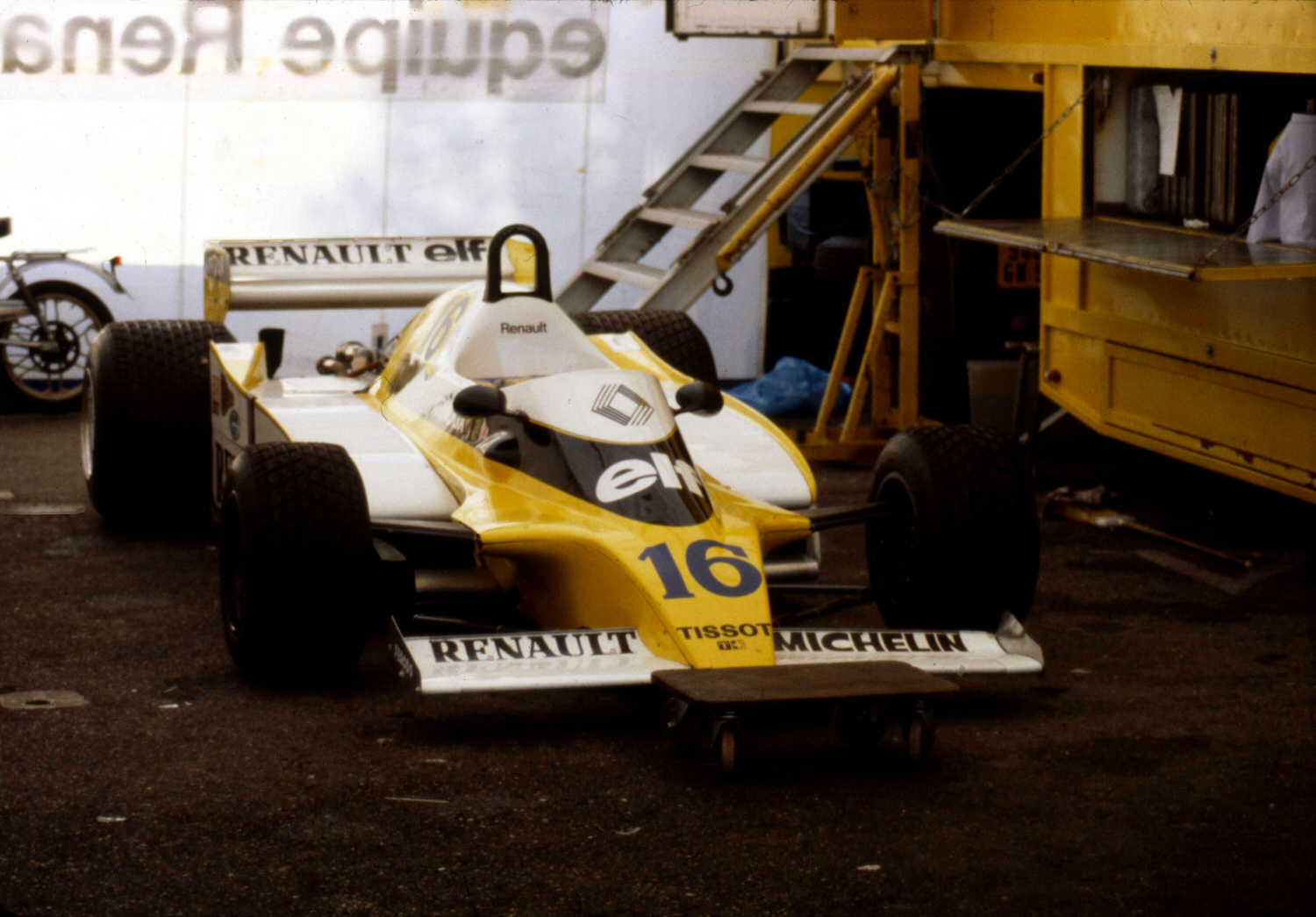
RS10 in Monte Carlo, 1979
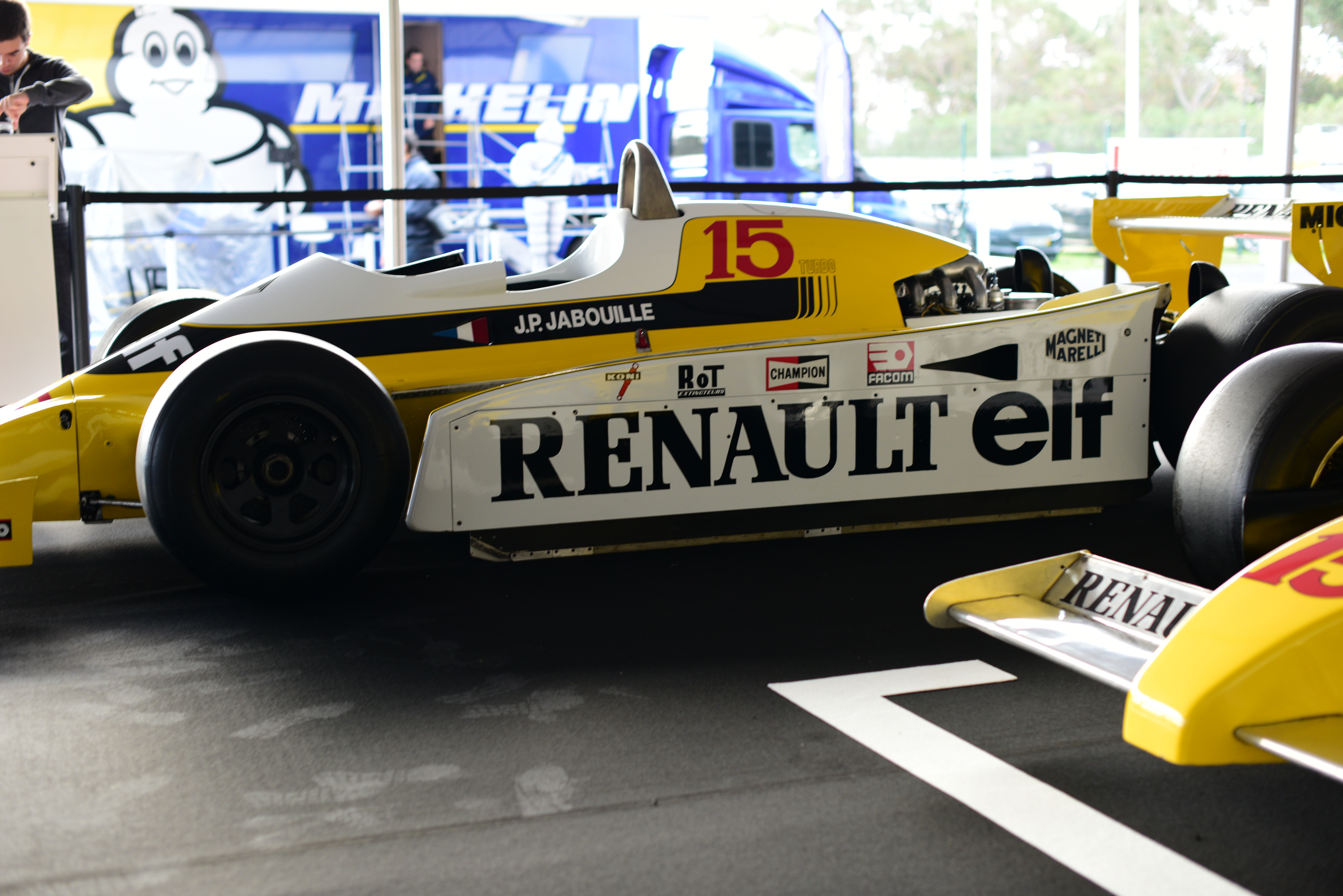
Seitenansicht des RS10
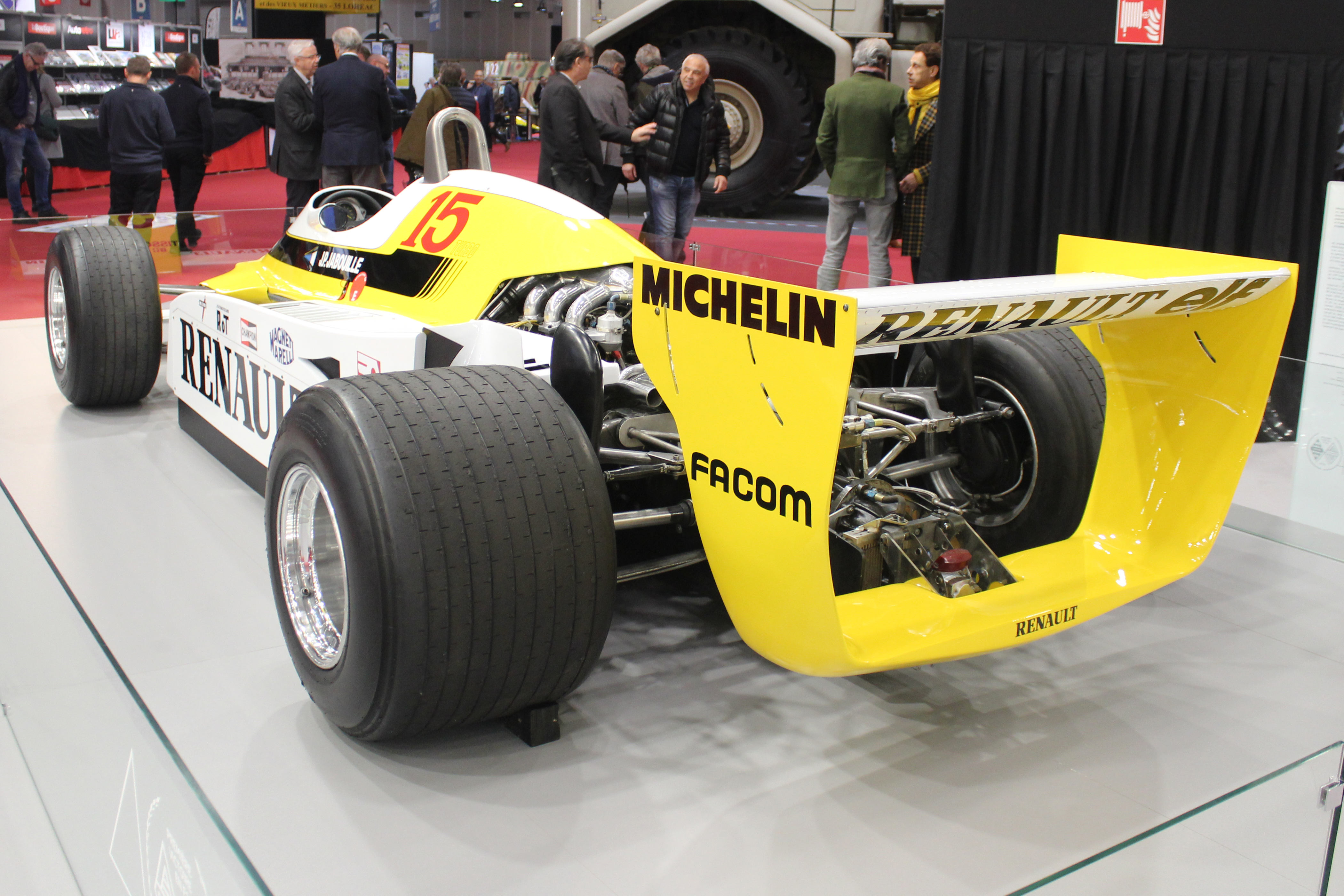
Blick auf das Fahrzeugheck

## Ergebnisse
| Fahrer                | Nr.                  | 1 | 2 | 3 | 4 | 5   | 6   | 7   | 8 | 9   | 10  | 11  | 12  | 13  | 14  | 15  | Punkte | Rang |
| --------------------- | -------------------- | - | - | - | - | --- | --- | --- | - | --- | --- | --- | --- | --- | --- | --- | ------ | ---- |
| Formel-1-Saison 1979  | Formel-1-Saison 1979 |   |   |   |   |     |     |     |   |     |     |     |     |     |     |     | 26     | 6.   |
| Jean-Pierre Jabouille | 15                   |   |   |   |   | DNF | DNF | 8   | 1 | DNF | DNF | DNF | DNF | 14  | DNF | DNF | 26     | 6.   |
| René Arnoux           | 16                   |   |   |   |   |     |     | DNF | 3 | 2   | DNF | 6   | DNF | DNF | DNF | 2   | 26     | 6.   |

| Legende  | Legende            | Legende                                                          |
| Farbe    | Abkürzung          | Bedeutung                                                        |
| -------- | ------------------ | ---------------------------------------------------------------- |
| Gold     | –                  | Sieg                                                             |
| Silber   | –                  | 2. Platz                                                         |
| Bronze   | –                  | 3. Platz                                                         |
| Grün     | –                  | Platzierung in den Punkten                                       |
| Blau     | –                  | Klassifiziert außerhalb der Punkteränge                          |
| Violett  | DNF                | Rennen nicht beendet (did not finish)                            |
| Violett  | NC                 | nicht klassifiziert (not classified)                             |
| Rot      | DNQ                | nicht qualifiziert (did not qualify)                             |
| Rot      | DNPQ               | in Vorqualifikation gescheitert (did not pre-qualify)            |
| Schwarz  | DSQ                | disqualifiziert (disqualified)                                   |
| Weiß     | DNS                | nicht am Start (did not start)                                   |
| Weiß     | WD                 | zurückgezogen (withdrawn)                                        |
| Hellblau | PO                 | nur am Training teilgenommen (practiced only)                    |
| Hellblau | TD                 | Freitags-Testfahrer (test driver)                                |
| ohne     | DNP                | nicht am Training teilgenommen (did not practice)                |
| ohne     | INJ                | verletzt oder krank (injured)                                    |
| ohne     | EX                 | ausgeschlossen (excluded)                                        |
| ohne     | DNA                | nicht erschienen (did not arrive)                                |
| ohne     | C                  | Rennen abgesagt (cancelled)                                      |
| ohne     | keine WM-Teilnahme |                                                                  |
| sonstige | P/fett             | Pole-Position                                                    |
| sonstige | 1/2/3/4/5/6/7/8    | Punktplatzierung im Sprint-/Qualifikationsrennen                 |
| sonstige | SR/kursiv          | Schnellste Rennrunde                                             |
| sonstige | *                  | nicht im Ziel, aufgrund der zurückgelegten Distanz aber gewertet |
| sonstige | ()                 | Streichresultate                                                 |
| sonstige | unterstrichen      | Führender in der Gesamtwertung                                   |